# Ратковац (Ораховац)
Ратковац (алб. Ratkoc) је насеље у општини Ораховац, Косово и Метохија, Република Србија.

## Становништво
| Демографија | Демографија | Демографија |
| Година      | Становника  | Становника  |
| ----------- | ----------- | ----------- |
| 1961.       | 1.673       |             |
| 1971.       | 2.075       |             |
| 1981.       | 2.730       |             |
| 1991.       | 3.342       |             |